# Les Roches du Diable
Pour les articles homonymes, voir Roches aux Diables.

Les Roches du Diable est le nom d'un site naturel situé dans le département du Finistère entre les communes de Querrien, Guilligomarc'h et Locunolé.

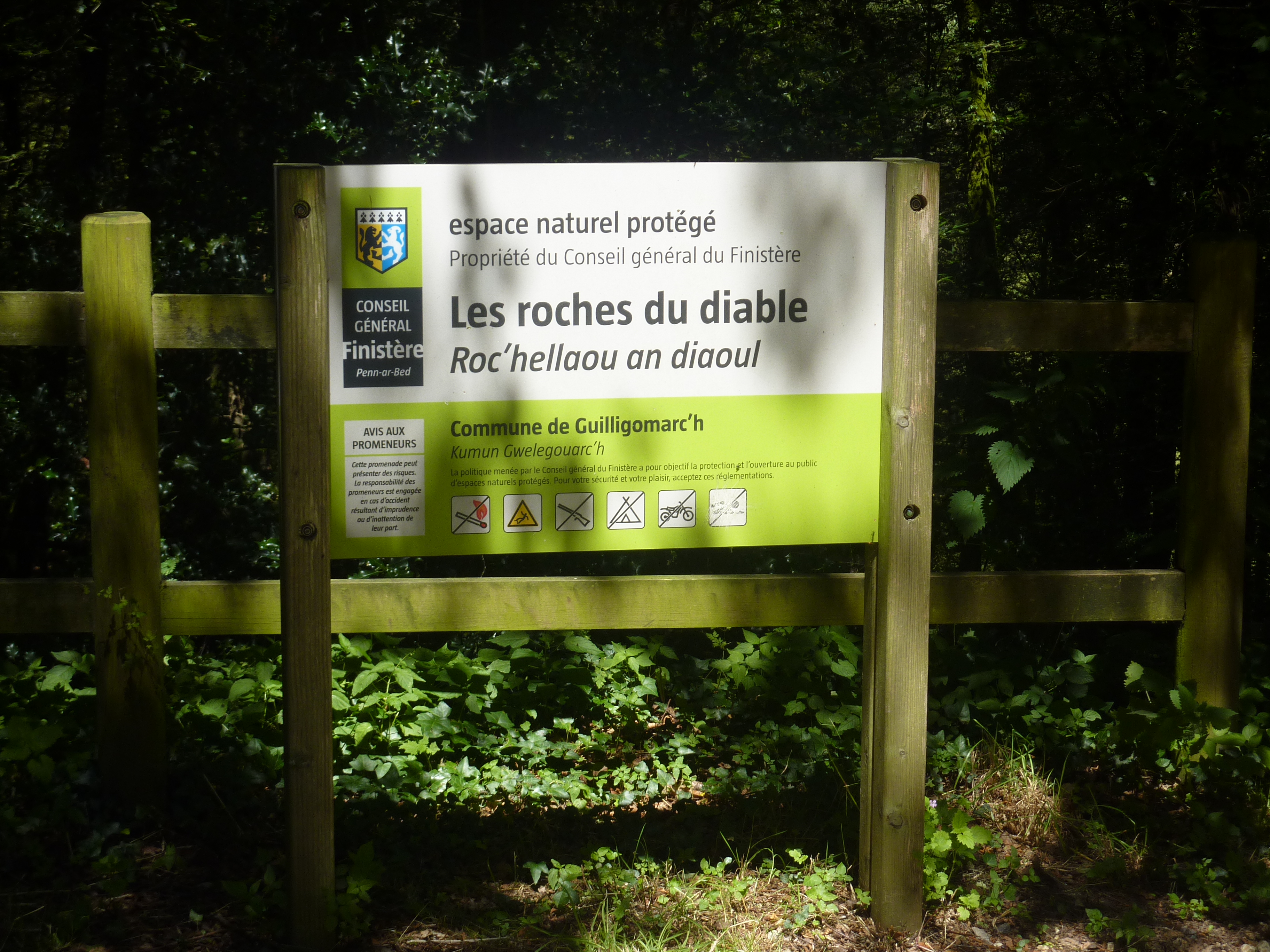
Guilligomarc'h : le domaine départemental des Roches du Diable, panneau d'information touristique.

## Description
Le lit de la rivière Ellé, au sortir de gorges profondes de près de 80 mètres et longues de 6 km, se transforme sur une distance de 300 mètres en un chaos rocheux impressionnant. Les eaux tumultueuses de la rivière dévalent la pente en se faufilant entre d'énormes rochers, donnant naissance à des rapides et des tourbillons. Les gros blocs arrondis de granite encombrant le lit de la rivière sont le résultat du travail d'érosion de la roche par l'eau pendant des millions d'années. Si en été, lorsque le débit de la rivière est faible, le site ne présente aucun danger, en hiver, lorsque le débit est important, il y a des risques de noyade en raison de la présence de tourbillons. Sur la rive gauche, d'autres énormes rochers, les rochers du diable, surplombent le site de façon spectaculaire.

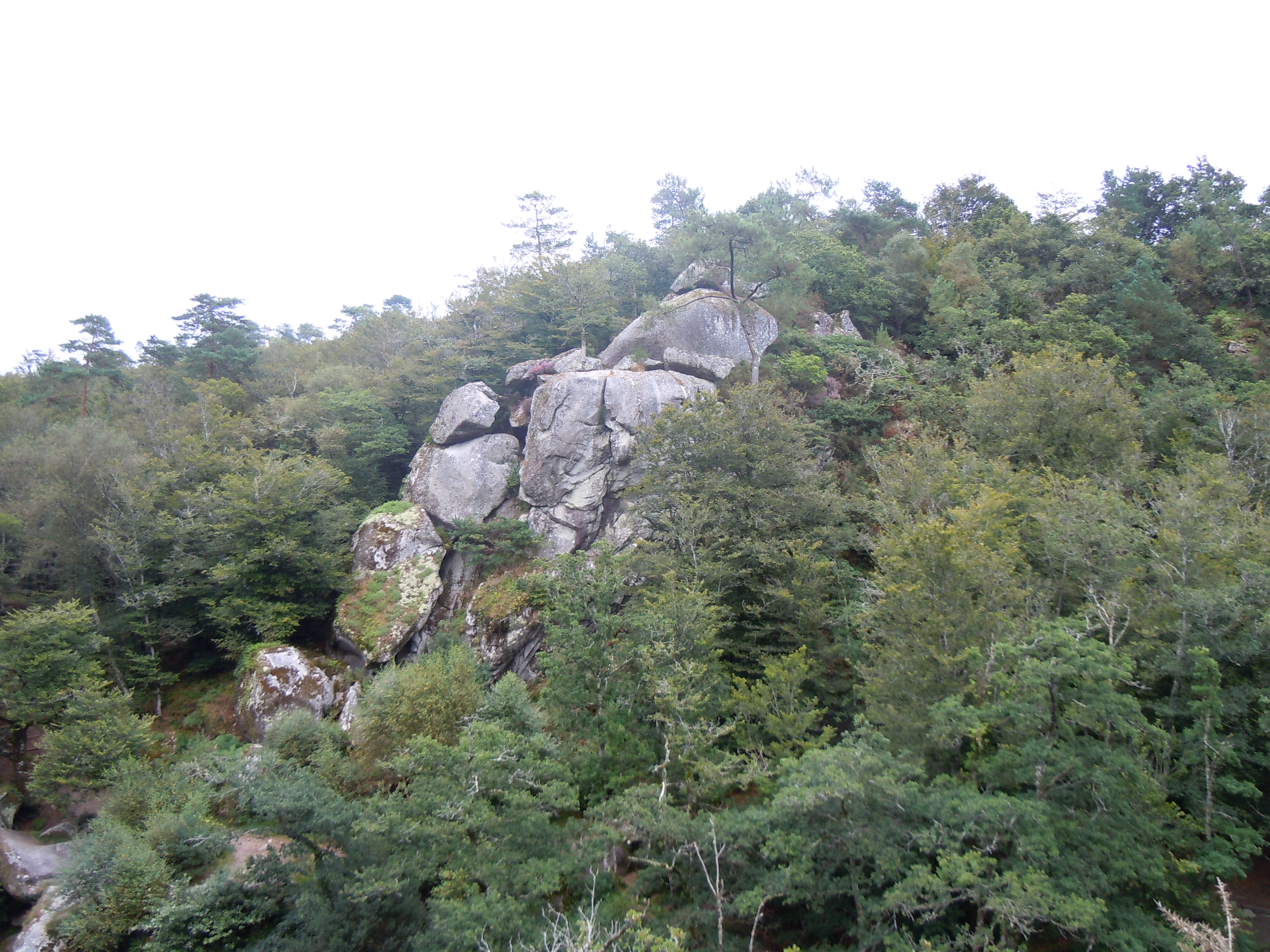
Rochers surplombant la rivière Ellé.
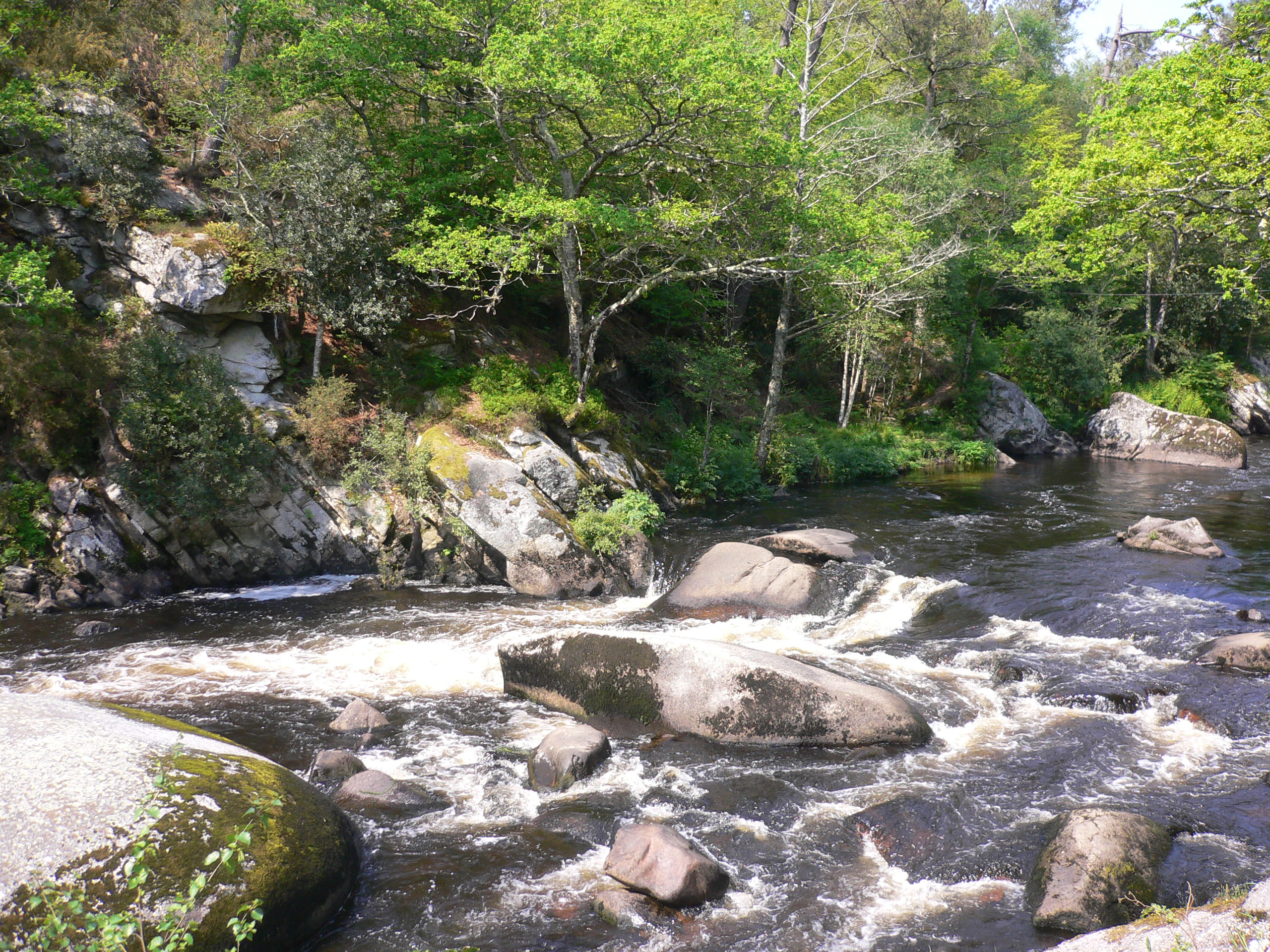
Les rapides de la rivière aux Roches du Diable.
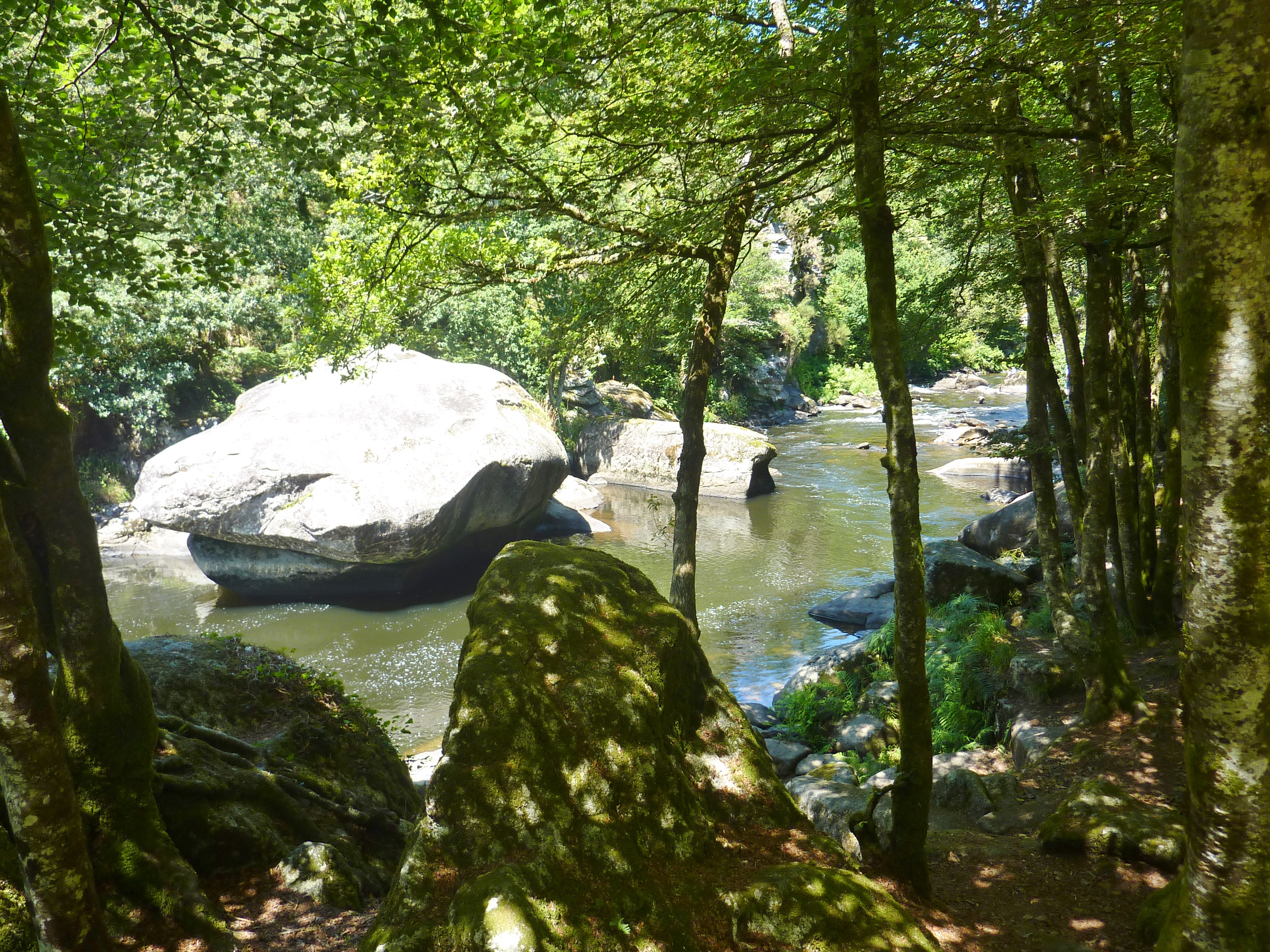
L'Ellé aux Roches du Diable (limite Locunolé-Guilligomarc'h).

## Légende

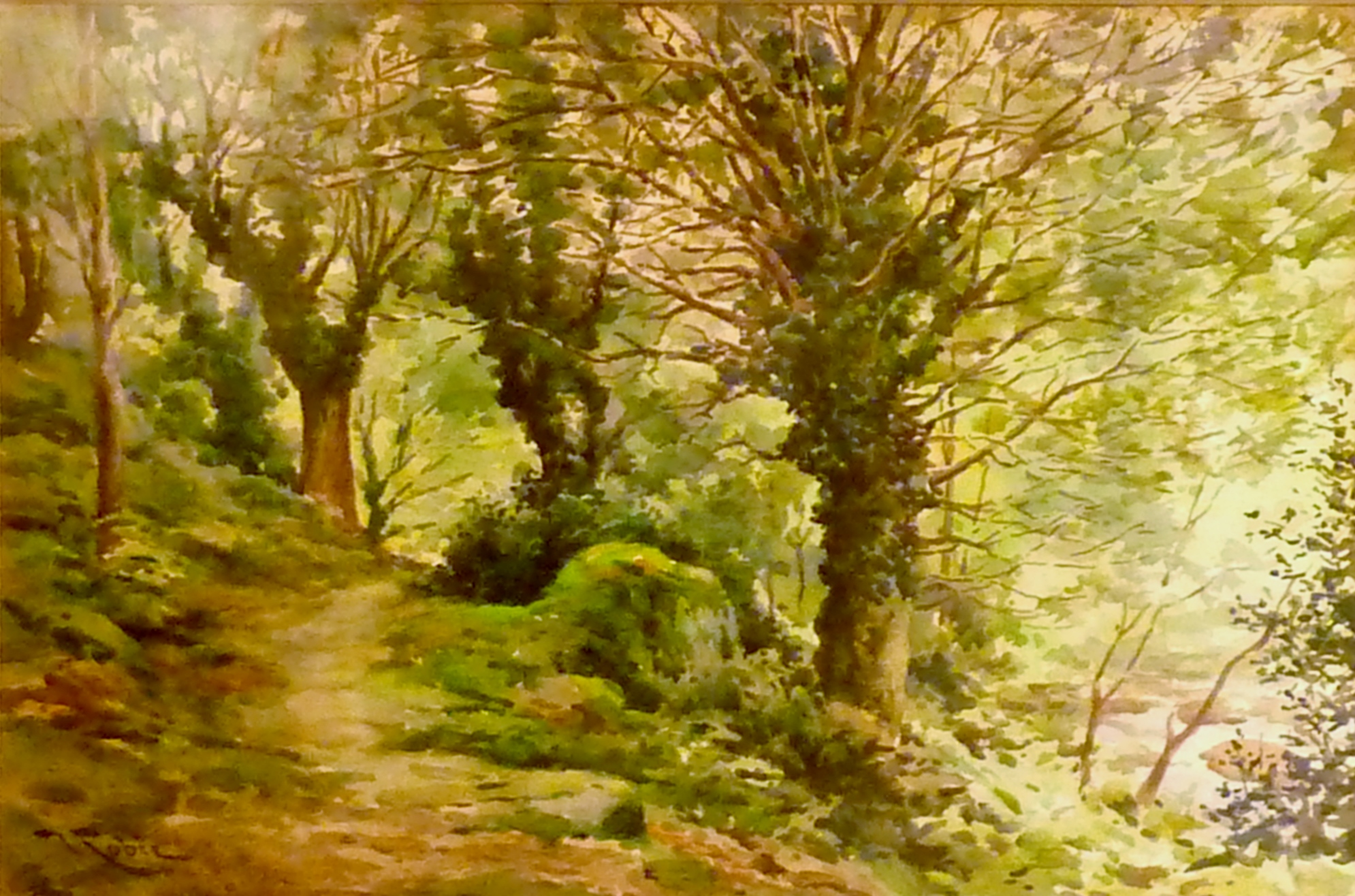
Victor Robic : Les Roches du Diable (aquarelle, collection particulière).

Une légende, mettant en scène le diable et Saint Guénolé, dont il existe plusieurs versions, donne une explication non rationnelle à l'origine de ce chaos rocheux. En voici une version : « Saint Guénolé arriva dans ce pays où Satan régnait en maître. Il fonda la paroisse qui porte son nom (Locunolé) et chaque jour les conversions devenaient plus nombreuses. Cela, comme vous le pensez, ne faisait pas l'affaire de Paolig (diminutif breton du prénom Paul), l'un des surnoms du diable en Bretagne, qui voyait ainsi les âmes lui échapper. Un jour que le bon Saint se promenait au bord de l'Ellé, le diable voulut se défaire de ce ravisseur d'âmes en lui lançant sur la tête des blocs énormes de rochers. D'un large signe de croix, le Saint détournait le danger et les rochers s'accumulaient sur la rive, là où ils sont encore. Perdant toutefois patience Saint Guénolé va trouver Paolig et un corps à corps s'engage. Satan s'agrippe au rocher et y laisse la trace de ses griffes ».
Mais que peut le diable contre le pouvoir divin ? Malgré tous les efforts de Paolig, Saint Guénolé l'entraîna dans la rivière et depuis entre les paroisses de Locunolé, Guilligomarc'h et Querrien, il existe dans l'Ellé, un trou dont nul n'a jamais pu sonder la profondeur, c'est le « Trou du diable ».
Une autre légende raconte qu'un pont naturel traversait la rivière et que le Diable avait interdit à Saint Guénolé de le franchir en déclarant qu'il prendrait l'âme du premier être qui le franchirait. Saint Guénolé fit traverser un écureuil et de rage, le diable fracassa le pont. Ainsi, une énorme pierre témoigne dans le lit de la rivière de cette lutte. Dans l’éboulis de roches on retrouve :
- la main du diable, pierre serrée par le diable et comprenant la marque de ses doigts ;
- le siège du diable, fauteuil en pierre se situant sur une plateforme sous la main ;
- la chambre et le lit du diable sous la plateforme.

Une laie serait envoyée la nuit par le Diable pour précipiter du haut des rochers les traînards.

## Sport
Des épreuves sportives de canoë-kayak de niveau national et international se déroulent régulièrement sur le site en hiver et au début du printemps. Il s'y déroule notamment le championnat de France de slalom. Selon le débit, les rapides sont classés catégorie III ou IV.